# Gertrude Bell
Gertrude Margaret Lowthian Bell (ur. 14 lipca 1868, zm. 12 lipca 1926) – brytyjska podróżniczka, pisarka, alpinistka, doradczyni polityczna i archeolożka. Jej znajomość Bliskiego Wschodu oraz działalność polityczna podczas i po I wojnie światowej sprawiły, że wraz z Thomasem Edwardem Lawrence’em wywarła ona duży wpływ m.in. na powstanie Iraku.

## Życiorys
Gertrude Bell pochodziła z rodziny brytyjskich przemysłowców. Jej dziadek, Lowthian Bell, był jednym z najlepiej sytuowanych przemysłowców Wielkiej Brytanii. Był założycielem i współwłaścicielem firmy Bell Brothers, a także uznanym naukowcem.
Ojciec Gertrude Bell, Thomas Hugh Bell, ukończywszy studia we Francji i w Niemczech, przejął prowadzenie firmy ojca. W roku 1867 ożenił się z Mary Shield, która umarła tuż po narodzinach drugiego dziecka, Maurice Bell. Gertrude miała wówczas 3 lata. Ojciec ożenił się powtórnie w roku 1876 z Florence Olliffe, pisarką, z którą Gertrude nawiązała serdeczną przyjaźń. W 1884 roku Gertrude rozpoczęła naukę w Queens College w Londynie, a później studia na Uniwersytecie Oksfordzkim, które zakończyła z wyróżnieniem w roku 1888.

### Dwory w Bukareszcie i Londynie
Zimę 1888/1889 Gertrude spędziła w Bukareszcie, gdzie jej wuj, Frank Lascelle, był ambasadorem. Dzięki temu Gertrude uczestniczyła w kolacjach i balach dyplomatycznych. Poznała m.in. Valentine'a Chirola, a nawet została przedstawiona królowi Rumunii, Karolowi I, i jego małżonce. Zanim wróciła do Anglii, odwiedziła jeszcze Konstantynopol.
Po powrocie do Wielkiej Brytanii jej rodzice przedstawili ją już oficjalnie na dworze brytyjskim. Gertrude uczestniczyła w licznych balach, podczas których nie poznała jednak żadnego godnego jej ręki kandydata.
Jesienią 1892 roku Gertrude rozpoczęła naukę perskiego i wiosną, w towarzystwie swej ciotki, Mary Lascelle, pojechała do Teheranu, gdzie jej wuj, Frank, był akredytowany jako ambasador przy dworze szacha Nasera ad-Dina.

### Podróż do Teheranu
Gertrude Bell spędziła w Teheranie sześć miesięcy i, tak jak wcześniej w Bukareszcie, bardzo intensywnie uczestniczyła w życiu społecznym swego wuja. Wśród osób, które stale towarzyszyły Gertrude w Teheranie, był również Henry Cadogan, jeden z pracowników ambasady brytyjskiej. Cadogan i Bell zakochali się w sobie, jednak rodzice Gertrude byli przeciwni ich małżeństwu, gdyż wyszło na jaw, że ojciec Cadogana był bankrutem, a i sam Cadogan miał spore długi. Jednak Gertrude wierzyła, że kariera dyplomatyczna jej wybranka zapewni jej warunki życia o jakich marzył dla niej jej ojciec. Powróciła do Wielkiej Brytanii i czekając tam na Cadogana, napisała książkę Persian Pictures, w której zebrała wspomnienia i doświadczenia ze swej podróży do Teheranu. Rozpoczęła także pracę nad tłumaczeniem wierszy poety perskiego Hafeza. Po dziewięciu miesiącach pobytu w Wielkiej Brytanii Bell otrzymała telegram informujący ją o śmierci Cadogana, spowodowanej zapaleniem płuc.
Książka Persian Pictures została wydana w 1894 roku. Dwa lata później Bell opublikowała także tłumaczenie wierszy Hafeza. W następnych latach odbyła wiele podróży po Europie. W Berlinie została przedstawiona Wilhelmowi II. We Włoszech poznała archeologów Davida Hogartha i Wilhelma Dörpfelda. Znajomość z nimi stała się podstawą jej późniejszej pracy jako archeologa. W roku 1897 wraz ze swym bratem Maurice’em odbyła podróż dookoła świata, zatrzymując się na dłużej w Hongkongu i Tokio. W tym czasie odkryła również swą nową pasję – wspinaczkę górską.

### Powrót na Bliski Wschód
W roku 1899 Gertrude pojechała do Jerozolimy, gdzie odwiedziła Friedricha i Ninę Rosen, których poznała podczas swego pobytu w Teheranie. Spędziła z nimi cztery miesiące, które poświęciła na doskonalenie znajomości języka arabskiego i poznawanie regionu. Podczas tej podróży Gertrude Bell dotarła do miejsc, które nigdy wcześniej nie były odwiedzane przez europejską kobietę.
Charakterystyczna dla wypraw Brytyjki była jej chęć spotkań z szejkami i przywódcami plemion, z którymi – dzięki znajomości języka – mogła porozumiewać się bez tłumacza. Przez większość swej podróży spotykała się z niechęcią ze strony Turków. Wówczas jednak pomagała jej gościnność arabska, a także protekcja ze strony liderów i szejków. Wszystko to sprawiło, iż na Bliskim Wschodzie zyskała miano „córki pustyni”.

### Lata 1900-1905
Latem 1900 roku Gertrude powróciła do Anglii. Przez następne 5 lat Bliski Wschód odwiedziła tylko raz, w roku 1902, spędzając dwa miesiące w Hajfie i Jerozolimie.
W tym okresie Gertude Bell poświęciła się zgłębianiu wiedzy na temat Bliskiego Wschodu, spędzaniu czasu ze swoją rodziną i podróżom w Alpy. W latach 1899–1904 zdobyła kilka szczytów w Alpach Berneńskich w Szwajcarii, w tym La Meije i Mont Blanc, wytyczając nowe szlaki. W 1901 razem z dwoma wytrawnymi niemieckimi wspinaczami Ulrichem i Heinrichem Fuhrerami weszła na szczyt o wysokości 2632 m w Berner Oberland; nazwano go potem Gertrudspitze na jej cześć.  Próba wejścia na Finsteraarhorn w sierpniu 1902 roku jednak nie powiodła się z powodu burzy śnieżnej.  Tej wyprawy cała trójka o mało nie przypłaciła życiem.
W 1902 roku ponownie wyruszyła w podróż dookoła świata, tym razem wraz ze swoim bratem Hugo. Po zwiedzeniu Szanghaju, Seulu i Vancouver oraz odbyciu wspinaczek w Górach Skalistych powróciła do Anglii pod koniec czerwca 1903 roku.
Tam rozpoczęła intensywne badania dziedziny, która interesowała ją już od momentu spotkania z Davidem Hogarthem i Wilhelmem Dörpfeldem, a mianowicie archeologii.

### Prace archeologiczne
W styczniu 1905 roku Gertrude Bell po raz kolejny odwiedziła Bliski Wschód. Jej celem były badania ruin z czasów rzymskich i bizantyjskich oraz napisanie książki na temat kultury ludności tych regionów.
Jej podróż prowadziła od Bejrutu, który znajdował się pod panowaniem tureckim, przez rejon Beni Sakr aż do Druzów, którzy przygotowywali się właśnie do powstania przeciwko Turkom. Jedynie status kobiety europejskiej pozwolił Gertrude na stosunkowo bezpieczne podróżowanie między zwalczającymi się plemionami.
Z Damaszku Gertrude udała się do Azji Mniejszej, gdzie badała i fotografowała przede wszystkim kościoły bizantyjskie i rzymskie. Do Wielkiej Brytanii powróciła wiosną 1905 roku. Wyniki jej badań ukazały się w postaci serii artykułów w czasopiśmie archeologicznym „Revue archéologique”. Natomiast w grudniu 1906 Bell opublikowała swoją książkę zatytułowaną The Desert and the Sown.
Wiosną 1907 roku znów była w drodze do Azji Mniejszej.

### Z Syrii przez Mezopotamię do Turcji
Zimą 1908 roku Bell dołożyła wszelkich starań, aby przygotować się jak najlepiej do zaplanowanych wypraw. Studiowała mapy i wykonywała pomiary terenu w Royal Geographic Society w Londynie. Celem podróży Bell była penetracja pustyni Mezopotamii. Wyruszyła z Aleppo i przez pustynie Syrii w kierunku Iraku dotarła do Bagdadu, kierując się następnie do Turcji. Na południe od miasta Hīt napotkała kamienne i drewniane ruiny, które nie były wcześniej badane przez archeologów. Zdecydowała poświęcić się badaniom znaleziska. Swoje wspomnienia i wyniki badań archeologicznych opublikowała w książce „Amurath to Amurath”. W 1909 odwiedziła Kasr al-Uchajdir, o którym następnie wydała książkę. W maju 1911 roku spotkała po raz pierwszy Thomasa Edwarda Lawrence’a (1888–1935).

### Wyprawa do Ha’il
W listopadzie 1913 Bell rozpoczęła wyprawę z Damaszku przez Bajir do Ha’il, gdzie znajdowała się główna siedziba Ibn Raschida. Już od samego początku grupę napotkały trudności. Zrabowano im broń, później zostali zatrzymani przez oddziały tureckie. Rząd turecki zaapelował do ambasady brytyjskiej o zakaz kontynuowania wyprawy. Rząd brytyjski poinformował Bell, że nie zostanie udzielona jej pomoc w przypadku jakichkolwiek trudności i jest zdana sama na siebie.
24 lutego 1914 roku przybyła do Ha’il i po krótkim pobycie w mieście wróciła przez Karbalę do Bagdadu, zmieniając w ten sposób swoje plany podróży na zachód, by spotkać się z Ibn Saudem. Pozostała w Bagdadzie aż do kwietnia i stamtąd wyruszyła do Damaszku. Podczas wyprawy spotkała się z szejkiem Anaseh – Fahad Bei ibn Hadhshalem. W maju 1914 roku powróciła do Londynu, gdzie wręczono jej złoty medal National Geographic Society.

### Początek I wojny światowej
W czasie I wojny światowej, kiedy Turcja sprzymierzyła się z Niemcami, stając się automatycznie wrogiem Wielkiej Brytanii, Gertrude Bell służyła jako idealne źródło informacji na temat Arabów i ich terytoriów, aby ustalić taktykę podczas wojny. Poświęciła się również pracy w Organizacji Czerwonego Krzyża we Francji i otrzymała stanowisko dyrektora w biurze w Londynie.

### Kair
W listopadzie 1915 roku przyjaciel Gertrude – David Hogarth – zaproponował jej pracę w Biurze Arabskim w Kairze. Celem oddziału było zdobycie informacji na temat oddziałów tureckich rozmieszczonych w Mezopotamii, w zatoce i na Półwyspie Arabskim.

### Interesy brytyjskie w Mezopotamii
W październiku 1914 roku Brytyjczycy zdobyli prowincję Basra. Do 1918 roku podbili również prowincje Mezopotamii: Mosul i Bagdad. Te sukcesy przekonały Biuro Arabskie (Arab Bureau) w Kairze, aby stworzyć wielkie królestwo arabskie, które rozpościerałoby się od Półwyspu Arabskiego aż po Mezopotamię. Plan zakładał wpływ Brytyjczyków na zarządzanie tym terytorium. Pomysł ten spotkał się z krytyką administracji brytyjskiej w Indiach, która uważała, że jego realizacja nie jest możliwa, ponieważ Arabowie nie są w stanie się zjednoczyć. W odpowiedzi na ten zarzut generał Gilbert F. Clayton (1875–1929) wysłał Gertrude Bell do Indii. Ta, wykorzystując swoje dobre kontakty z Ignatiusem Valentine’em Chirolem (1852–1929), zdołała porozumieć się z gubernatorem generalnym i wicekrólem Indii – Charlesem Hardinge’em. W lutym 1916 Harding wysłał Bell do Al-Basry, gdzie stała się pośrednikiem w kontaktach służb specjalnych w Kairze i Delhi, współpracując z Percym Coksem (1864–1937). Z tytułem sekretarza ds. Bliskiego Wschodu uzyskała wolność podejmowania decyzji. Kiedy w marcu 1917 roku oddziały brytyjskie zdobyły Bagdad, Gertrude Bell przeniosła tam swoje biuro. W październiku 1917 roku uhonorowano ją tytułem „Commander of the British Empire”.

### Bagdad
W roku 1918 Arnold Talbot Wilson (1884–1940) został mianowany komisarzem cywilnym Iraku. Między nim i Gertrude powstał konflikt w sprawie Iraku. Według Bell, rola Brytyjczyków powinna polegać na wsparciu Iraku w kreowaniu niepodległości. Jako że Wilson nie zgadzał się z tą opinią, ograniczył jej kompetencje. We wrześniu 1920 roku A. T. Wilson przestał pełnić funkcję komisarza cywilnego i Bell mogła wrócić na swoje stanowisko.
Jako honorowy dyrektor do spraw starożytności w Iraku założyła Muzeum Irackie w Bagdadzie. Pomogła również założyć Bibliotekę Narodową w Iraku.

## W kulturze
- O jej życiu opowiada film biograficzny Królowa pustyni z 2015 roku w reżyserii Wernera Herzoga z Nicole Kidman w roli głównej.
- Letters from Baghdad (2016) reżyseria: Sabine Krayenbühl, Zeva Oelbaum[4]

## Archiwum
Po śmierci Gertrude jej przyrodnia siostra Lady Richmond przekazała archiwum zawierające książki i dokumenty Bibliotece Uniwersytetu w Newcastle. W 2017 roku zostało ono wpisane do Rejestru pamięci Świata UNESCO (UNESCO Memory of the World Register).